# Diocese de Grand Falls
A Diocese de Grand Falls (Dioecesis Grandfallensis) é uma diocese localizada na cidade de Grand Falls-Windsor, na província de Terra Nova e Labrador, pertencente a Arquidiocese de St. John's, Newfoundland no Canadá. Foi fundada em 1856 pelo Papa Pio IX. Inicialmente foi fundada com o nome de Diocese de Harbor Grace, adotando o nome atual somente em 1964. Com uma população católica de 43.240 habitantes, sendo 20,7% da população total, possui 31 paróquias com dados de 2018.

## História
Em 29 de fevereiro de 1856 o Papa Pio IX cria a Diocese de Harbor Grace a partir do território da então Diocese de Saint John's, Newfoundland. Em 1945 a diocese perde território para a formação do então Vicariato Apostólico de Labrador. Em 1958 a Diocese de Harbor Grace tem seu nome alterado para Diocese de Harbor Grace-Grand Falls. Em 1964 tem novamente seu nome alterado, dessa vez para a atual Diocese de Grand Falls. 

## Lista de bispos
A seguir uma lista de bispos desde a criação da diocese em 1856. 
|                         | Nome                      | Período               | Notas                                         |
| Bispos de Grand Falls   | Bispos de Grand Falls     | Bispos de Grand Falls | Bispos de Grand Falls                         |
| ----------------------- | ------------------------- | --------------------- | --------------------------------------------- |
| 5º                      | Robert Anthony Daniels    | 2011 -                |                                               |
| 4º                      | Martin William Currie     | 2000 - 2011           |                                               |
| 3º                      | Joseph Faber MacDonald    | 1980 - 1998           | Nomeado bispo de Saint John, New Brunswick    |
| 2º                      | Alphonsus Liguori Penney  | 1972 - 1979           | Nomeado arcebispo de St. John's, Newfoundland |
| 1º                      | John Michael O'Neill      | 1958 - 1972           |                                               |
| Bispos de Harbour Grace |                           |                       |                                               |
| 5º                      | John Michael O'Neill      | 1940 - 1958           | Nomeado bispo dessa diocese                   |
| 4º                      | John March                | 1906 - 1940           | Faleceu no cargo                              |
| 3º                      | Ronald MacDonald          | 1891 - 1906           |                                               |
| 2º                      | Enrico Carfagnini, O.F.M. | 1870 - 1888           | Nomeado bispo de Gallipoli (Itália)           |
| 1º                      | John Dalton, O.F.M.       | 1856 - 1869           | Faleceu no cargo                              |